# Raymond Knops
Raymond Willem Knops (ur. 10 listopada 1971 w Hegelsom) – holenderski polityk i samorządowiec, parlamentarzysta, działacz Apelu Chrześcijańsko-Demokratycznego (CDA), w latach 2017–2019 i 2020–2022 sekretarz stanu, w latach 2019–2020 minister spraw wewnętrznych.

## Życiorys
W 1990 ukończył szkołę średnią w Venray, kształcił się następnie w Koninklijke Militaire Academie w Bredzie, po czym studiował administrację publiczną na Uniwersytecie Erazma w Rotterdamie. Od 1995 pracował jako zawodowy oficer w siłach powietrznych Holandii. Dołączył do Apelu Chrześcijańsko-Demokratycznego. W latach 1999–2005 pełnił funkcję członka zarządu gminy Horst aan de Maas, od 2001 był jednocześnie zastępcą burmistrza. Odpowiadał m.in. za sprawy gospodarcze i rolnictwo.
W latach 2005–2006 po raz pierwszy zasiadał w Tweede Kamer. Mandat poselski ponownie objął w 2007. Nie utrzymał go w 2010, powrócił jednak do jego wykonywania jeszcze w tym samym roku w miejsce innego z deputowanych. W 2012, 2017 i 2021 był wybierany do niższej izby parlamentu na kolejne kadencje.
W październiku 2017 został sekretarzem stanu do spraw królestwa w trzecim rządzie Marka Rutte. W listopadzie 2019 objął funkcję ministra spraw wewnętrznych, zastępując czasowo na tym stanowisku przebywającą na zwolnieniu lekarskim Kajsę Ollongren. Po jej powrocie do wykonywania obowiązków w kwietniu 2020 ponownie przeszedł na funkcję sekretarza stanu; pełnił ją do stycznia 2022.